# Synagoga Machsike Hadas w Częstochowie
Synagoga Machsike Hadas w Częstochowie – synagoga znajdująca się w Częstochowie przy ulicy Nadrzecznej 50.
Synagoga została założona w 1911 roku z inicjatywy ortodoksyjnego stowarzyszenia Machsike Hadas. Podczas II wojny światowej hitlerowcy zdewastowali synagogę.